# Галахов, Феодосий Яковлевич
Феодосий Яковлевич Галахов (29 января 1906, Чернигов, Российская империя — 1994) — специалист в области физикохимии силикатных, алюмосиликатных и других оксидных систем и технологии оксидных материалов, доктор химических наук (с 1959), создатель высокотемпературной микропечи для визуально-политермического анализа.

## Биография
Феодосий Яковлевич родился в городе Чернигове в семье священника Якова Яковлевича Галахова. В 1923 г. он окончил среднюю школу в городе Томске и переехал в Ленинград. До октября 1925 г. работал кондуктором трамвая.
В 1925 г. поступил и в 1930 г. окончил химический техникум имени Д. И. Менделеева (вечернее отделение) по специальности силикаты. В 1925 г. поступил на работу в качестве лаборанта в Государственный исследовательский керамический институт, где проработал до 1931 г.
В 1930 г. Феодосий Яковлевич оформился на место химика в Ленинградское отделение института прикладной минералогии, где проработал до конца 1934 г. до ликвидации Отделения, после чего оформился старшим химиком на абразивный завод «Ильич», где проработал до 1946 г.
В 1933 г. поступил и в 1940 г. заочно окончил Ленинградский Индустриальный Институт (так с 1934 по 1940 годы назывался Ленинградский политехнический институт) по специальности технология силикатов (дипломная работа была выполнена на тему: «Изучение условий перерождения β-глинозёма в корунд»).
С 1946 г. по 1949 г. проходил аспирантуру в Ленинградском заочном индустриальном институте.
В 1949 г. начал работать в Институте химии силикатов и в этом же году защитил диссертацию на соискание ученой степени кандидата технических наук на тему: «Изучение высокотемпературных превращений глинозёма».
В Институте химии силикатов Феодосий Яковлевич прошёл путь от младшего научного сотрудника до заведующего лабораторией структурно-механических исследований силикатов. Наряду с научной деятельностью Ф. Я. Галахов преподавал курс неорганической химии в Ленинградском заочном индустриальном институте.
В 1959 г. он защитил докторскую диссертацию на тему «Изучение глинозёмной области алюмосиликатных систем». При реорганизации лабораторий Института Ф. Я. Галахов перешел в лабораторию фазовых равновесий оксидных систем.
Феодосий Яковлевич Галахов был одним из крупнейших специалистов в области физикохимии силикатных, алюмосиликатных и других оксидных систем и технологии оксидных материалов.
Для физико-химических исследований тугоплавких систем методом визуально-политермического анализа Ф. Я. Галаховым была разработана высокотемпературная установка (микропечь Галахова), которая успешно используется и в наши дни.
Под редакцией Ф. Я. Галахова было выпущено четыре тома справочника «Диаграммы состояния систем тугоплавких оксидов» (Л.: Наука: Ленингр. отд-ние, 1985—1988).
Особое место среди работ Феодосия Яковлевича Галахова занимали исследования по фазовому расслоению силикатных, алюмосиликатных и других расплавов, а также по влиянию фазового расслоения на свойства стёкол. Ф. Я. Галахов — один из первых в мире и, по-видимому, первый в СССР правильно интерпретировал наличие белой опалесценции некоторых силикатных стёкол как появляющейся вследствие разделения исходного однофазного расплава на две жидкие фазы из-за несмешиваемости химических компонентов. Феодосий Яковлевич Галахов предложил назвать это явление микроликвацией (сейчас это явление называется ликвацией).

## Избранные труды
- Галахов Ф. Я. Микропечь на температуры до 2000°С // Заводская лаборатория. 1951. Т. 17, N 2. С. 254—255.
- Торопов Н.А., Галахов Ф. Я. Ликвация в системе ZrO2-SiO2 // Известия АН СССР. 1956. N 2. С. 157—161.